# قلعة هونيدوارا

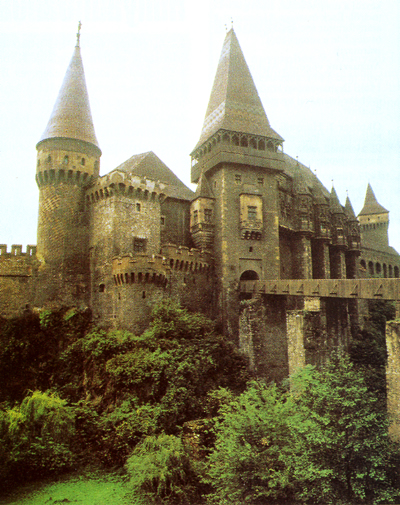
المدخل الرئيسي

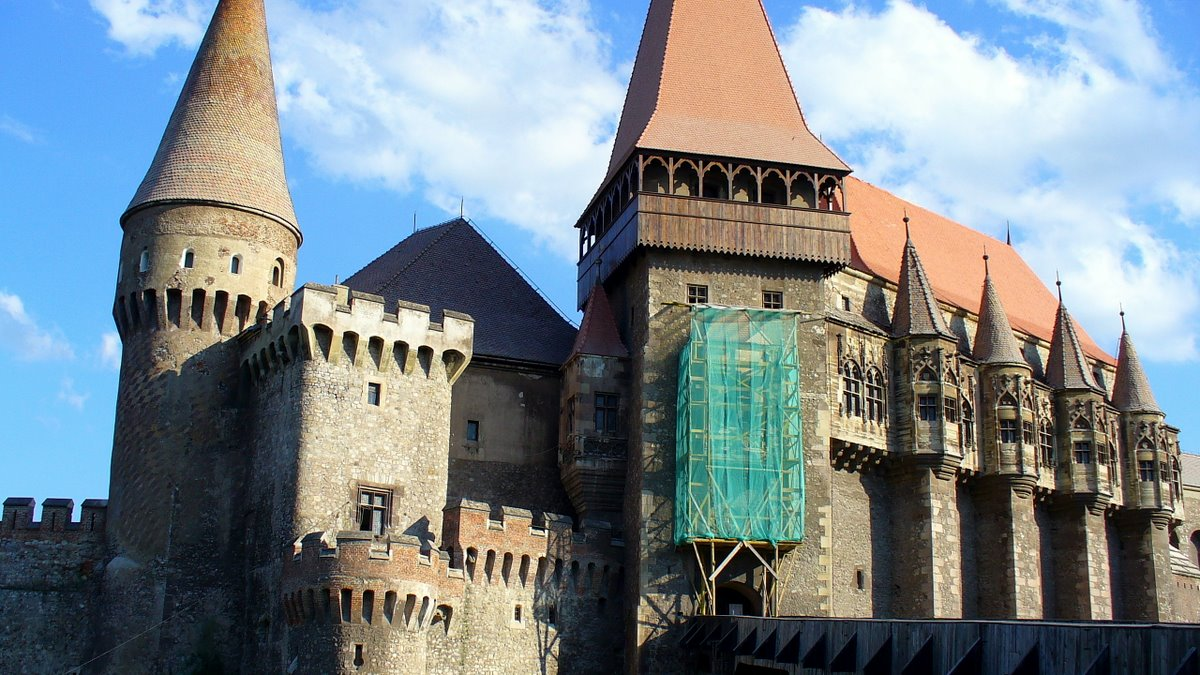
قلعة هونيدوارا

قلعة هونيدوارا (بالرومانية: Cetatea Hunedoara أو Castelul Corvinilor أو Castelul Huniazilor)  هي قلعة وقصر في مدينة هونيدوارا غرب رومانيا. تعتبر من أهم الأبنية ذات الطابع المعماري القوطي (Gothic) في ترانسيلفانيا. هي واحدة من أكبر القلاع في أوروبا وموجودة ضمن قائمة عجائب رومانيا السبع.

## تاريخيا
بنيت القلعة أواسط القرن الخامس عشر على يد يانكو هونيدوارا على أنقاض قلعة سابقة مبنية في القرن الذي سبقه، على التلة التي يجري نهر زاليشت قربها. يتميز البناء بأبراجه المتفاوتة الارتفاع وبالاسطح الملونة، وبتغير الحكام والأمراء الذين حكموا القلعة تم إضافة اجزاء متعددة وتم توسيعها عدة مرات. تم ترميم القلعة وتحوليها إلى متحف تابع للحكومة الحالية.

## معرض الصور

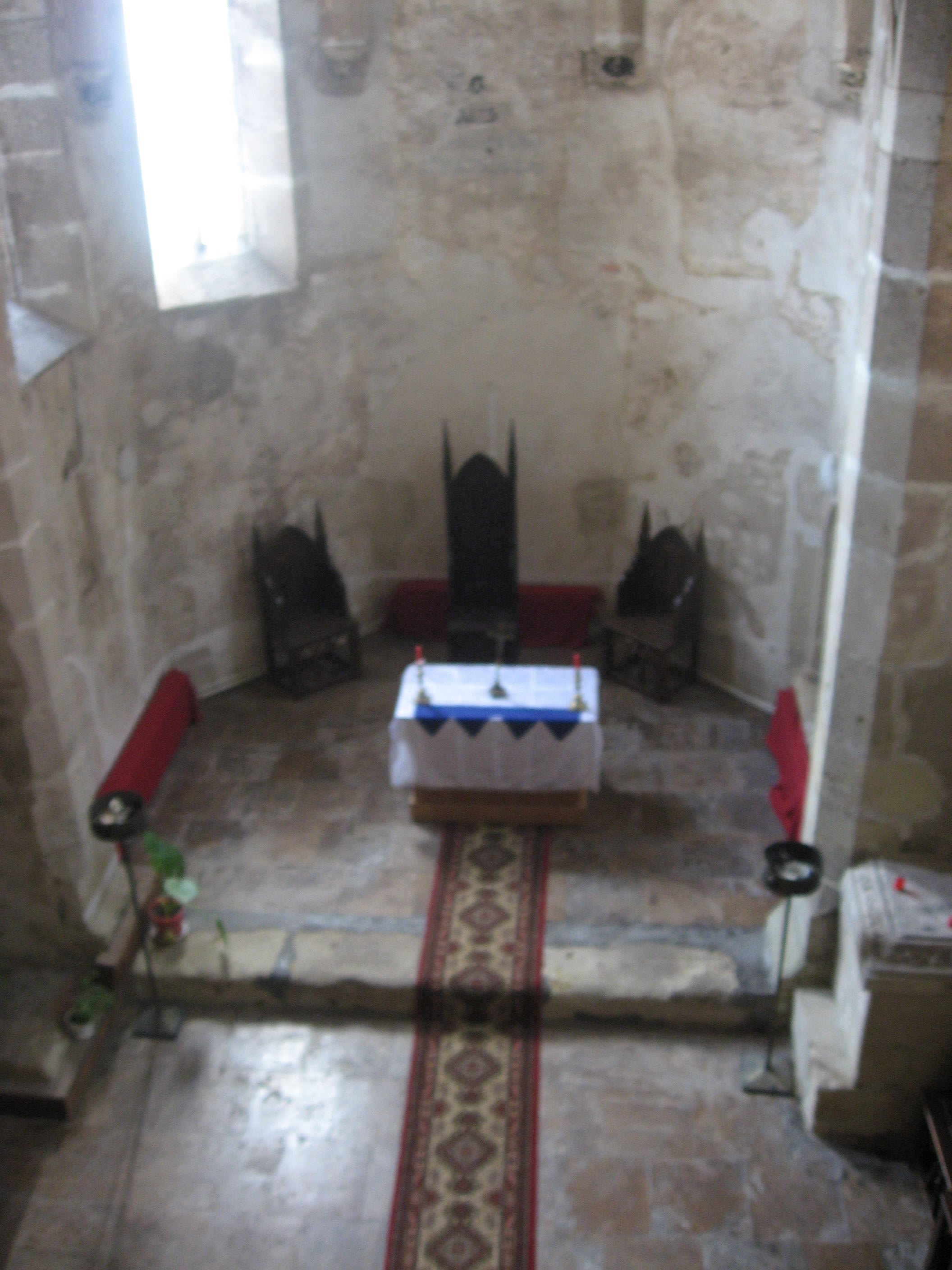
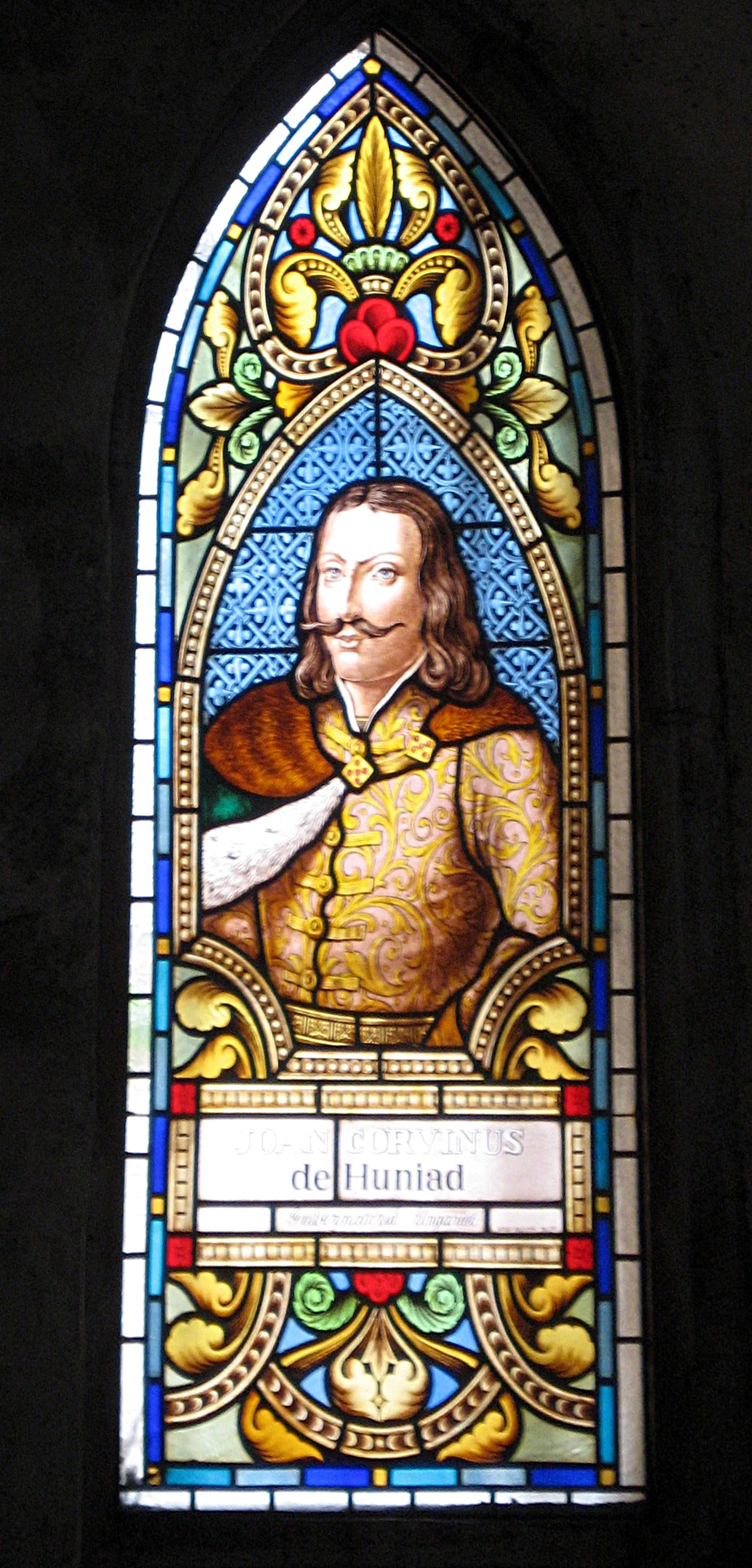
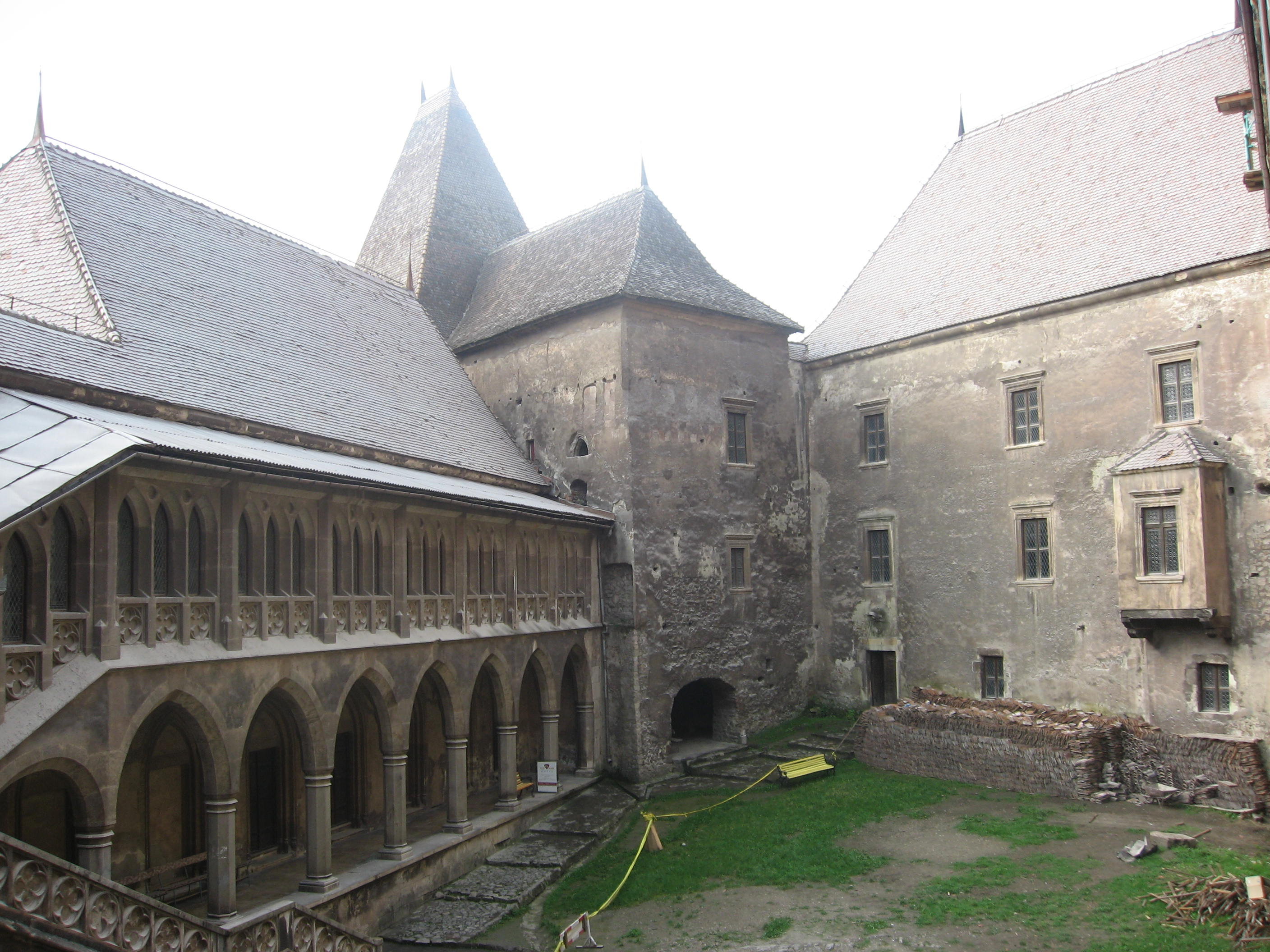
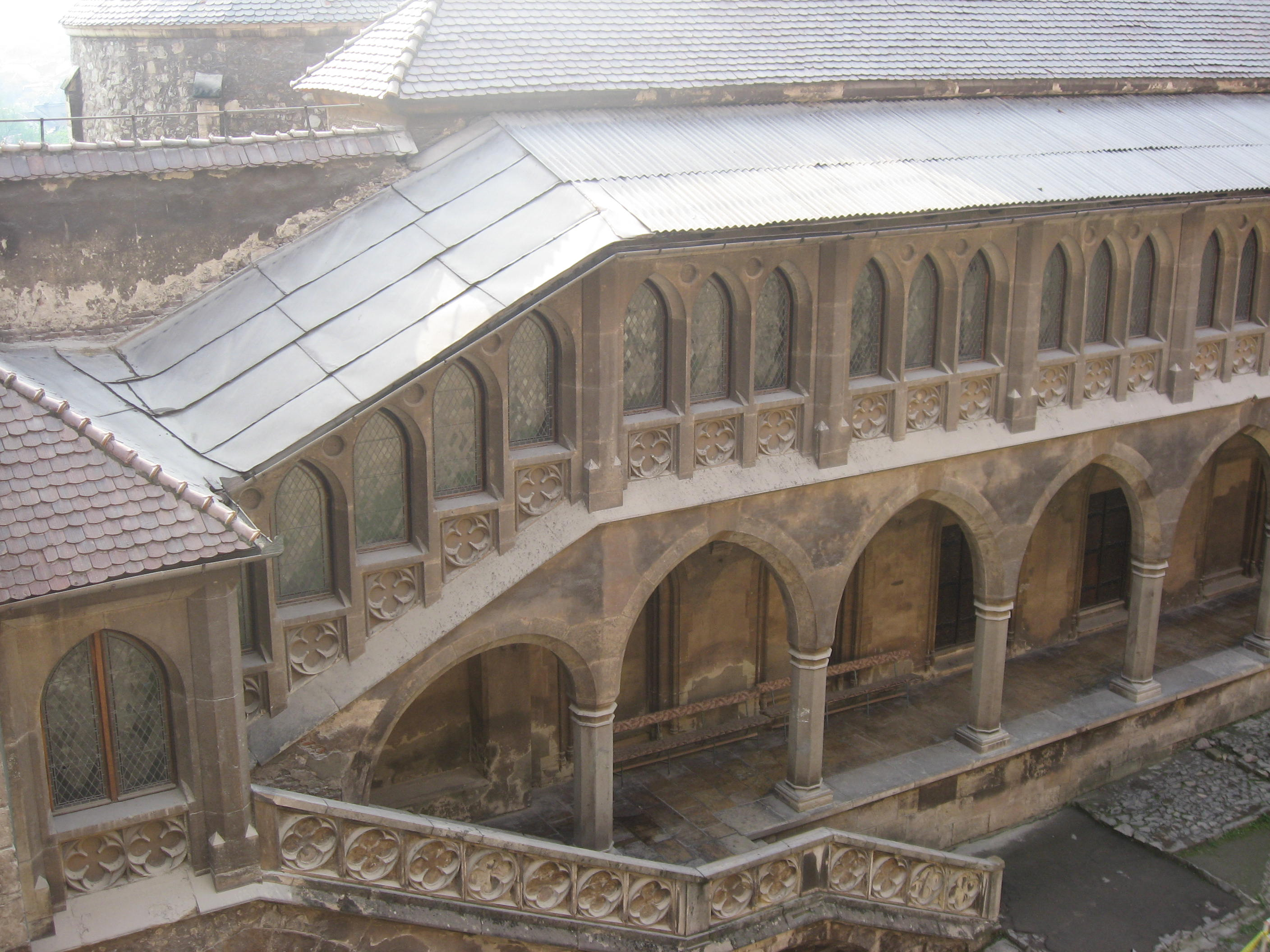
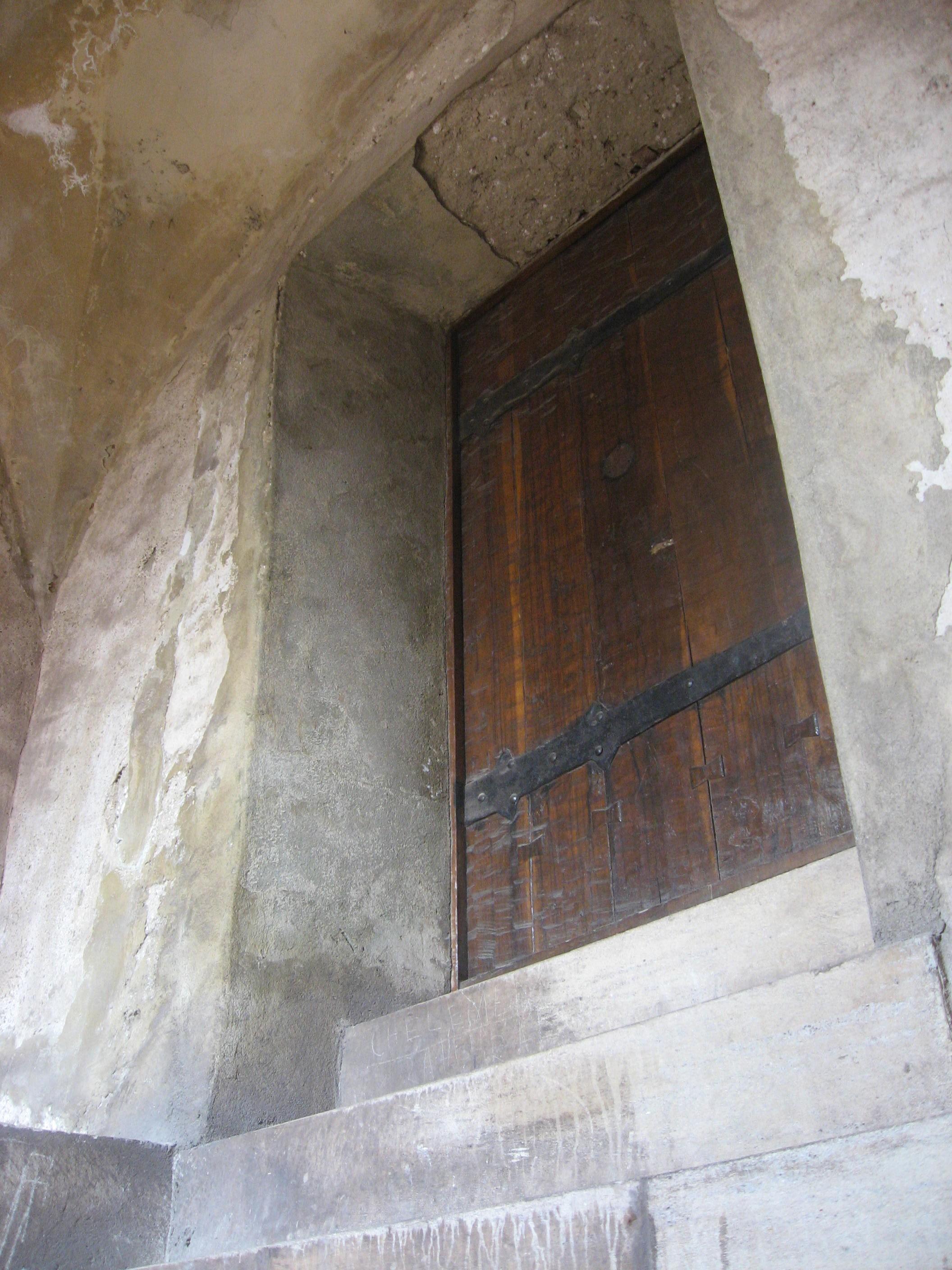
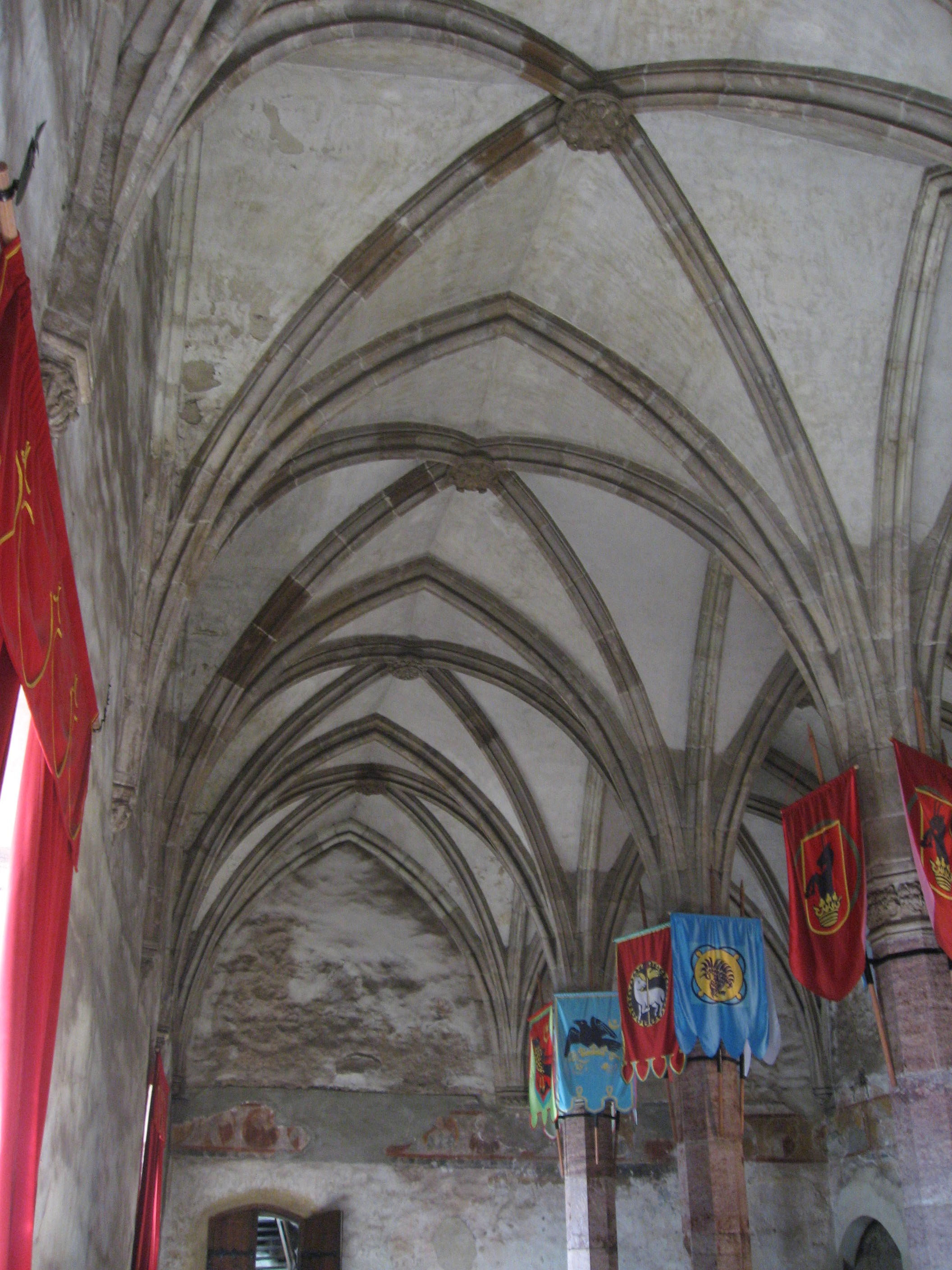
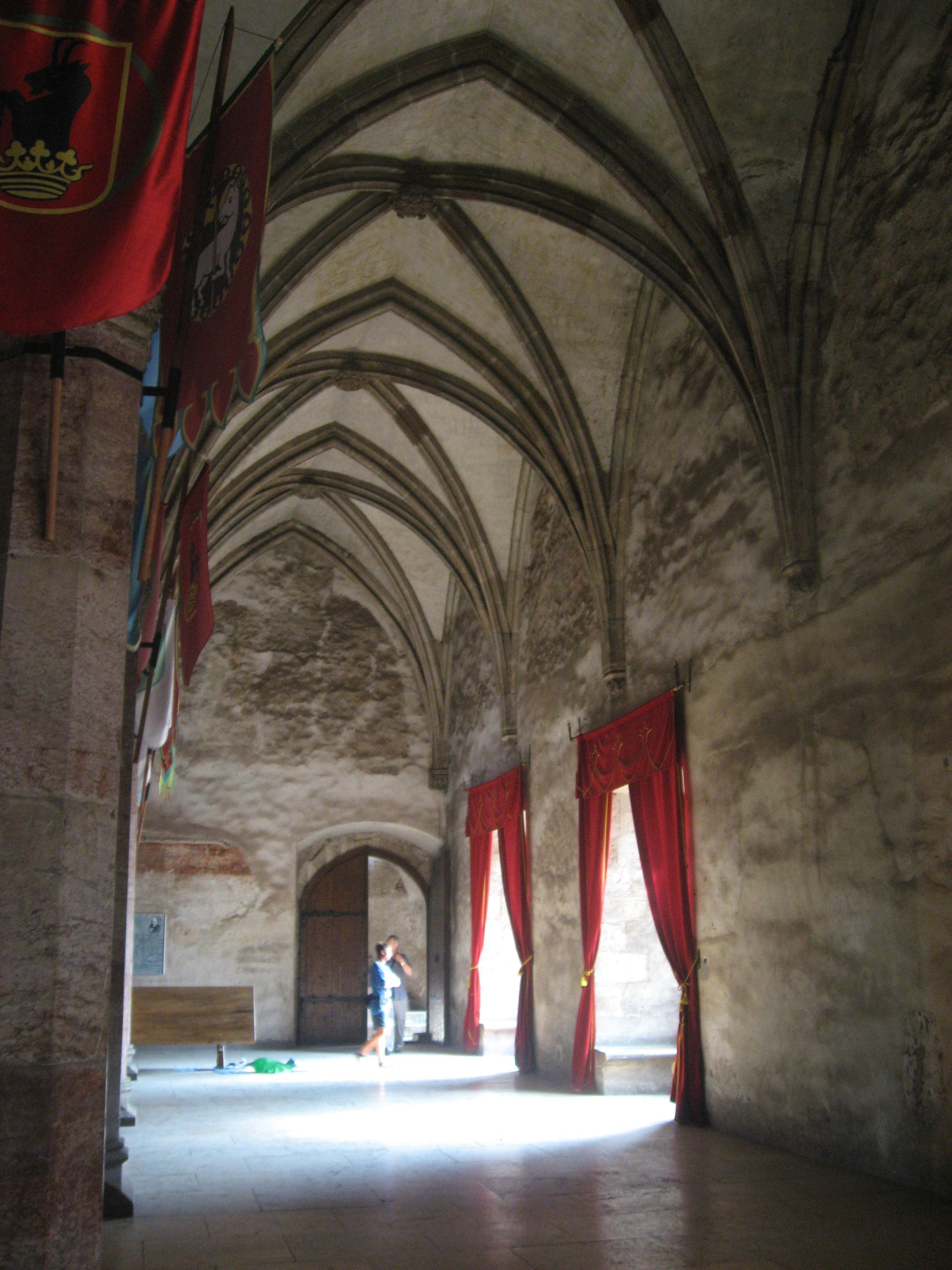
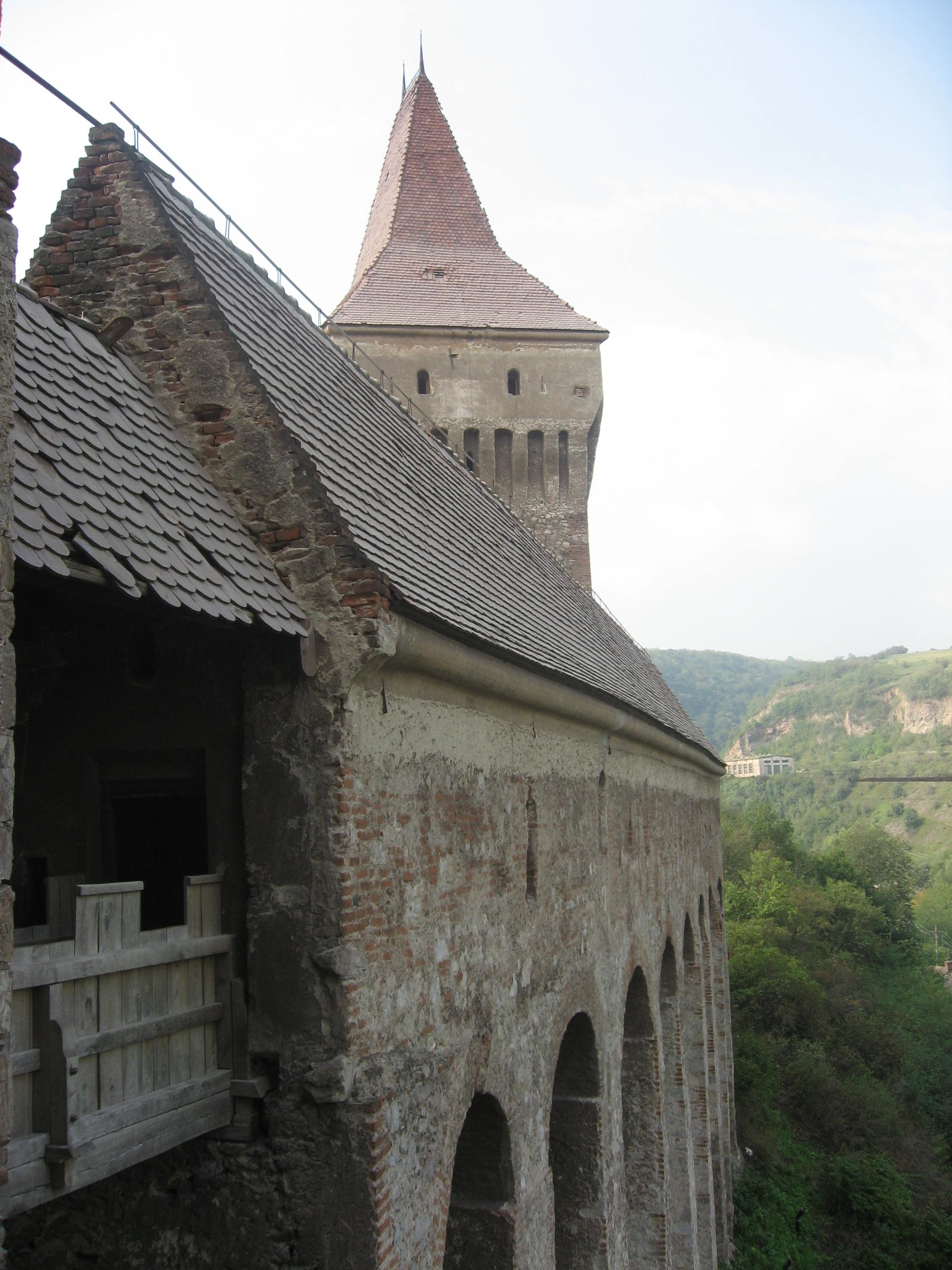
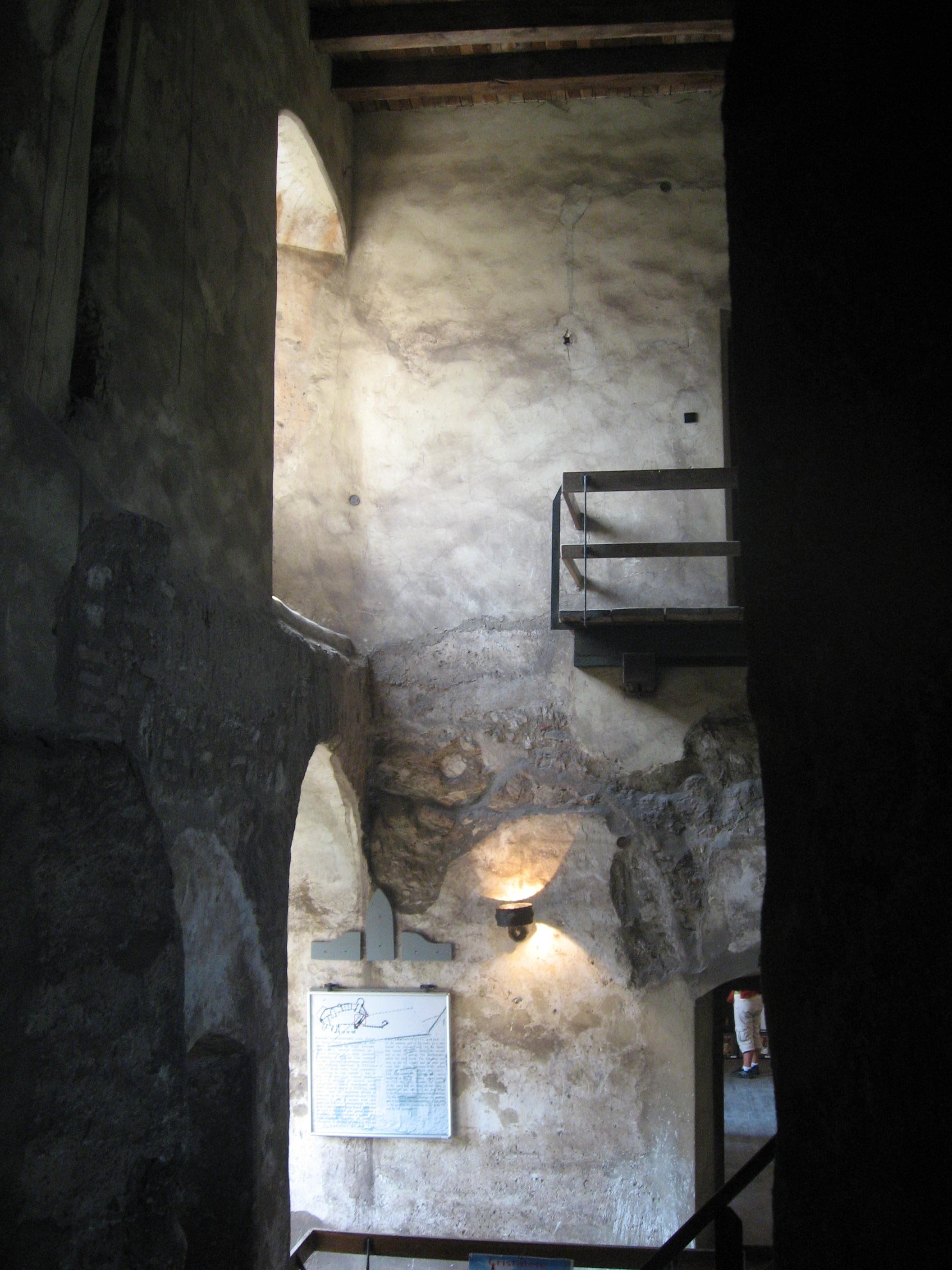
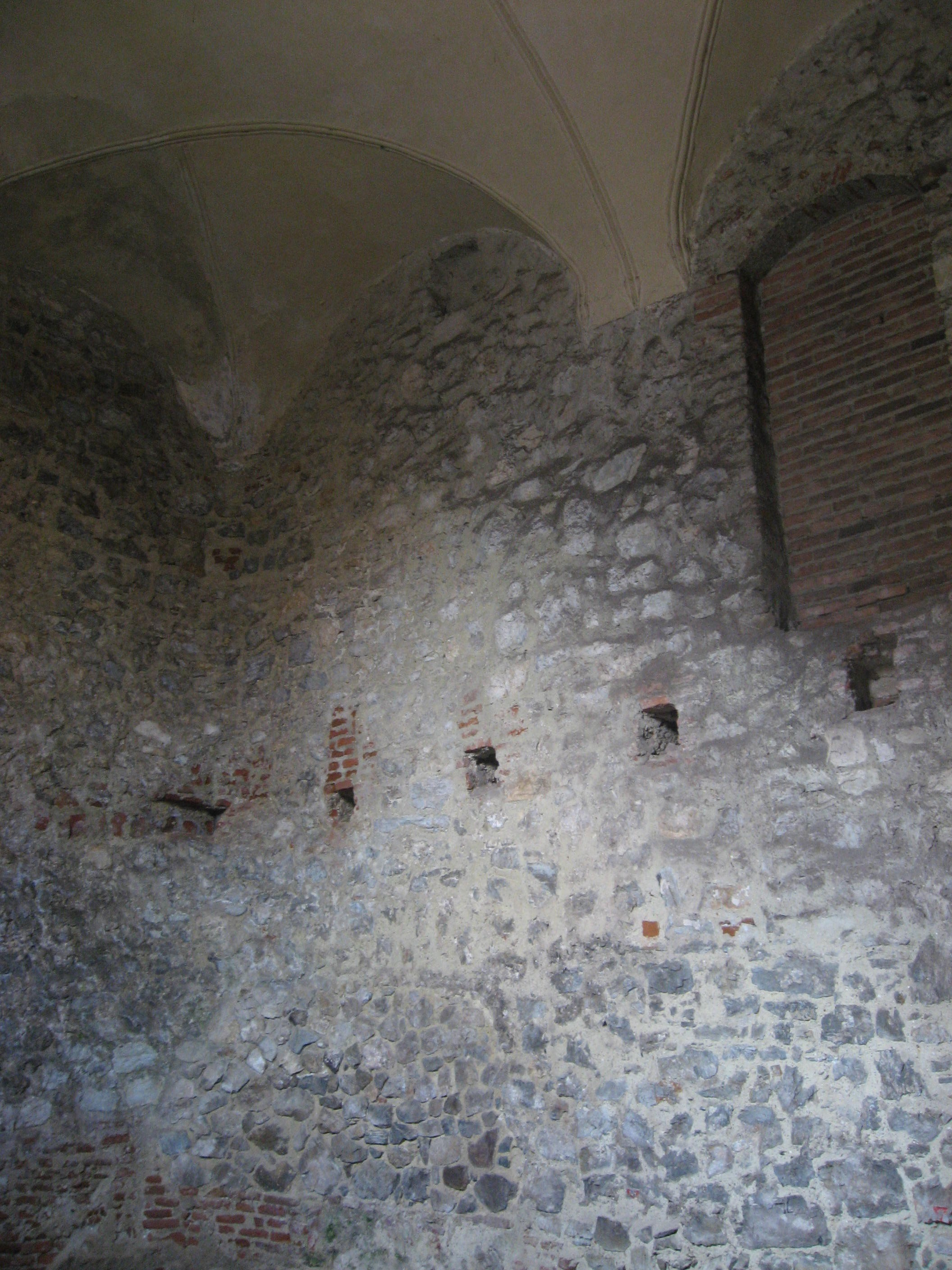
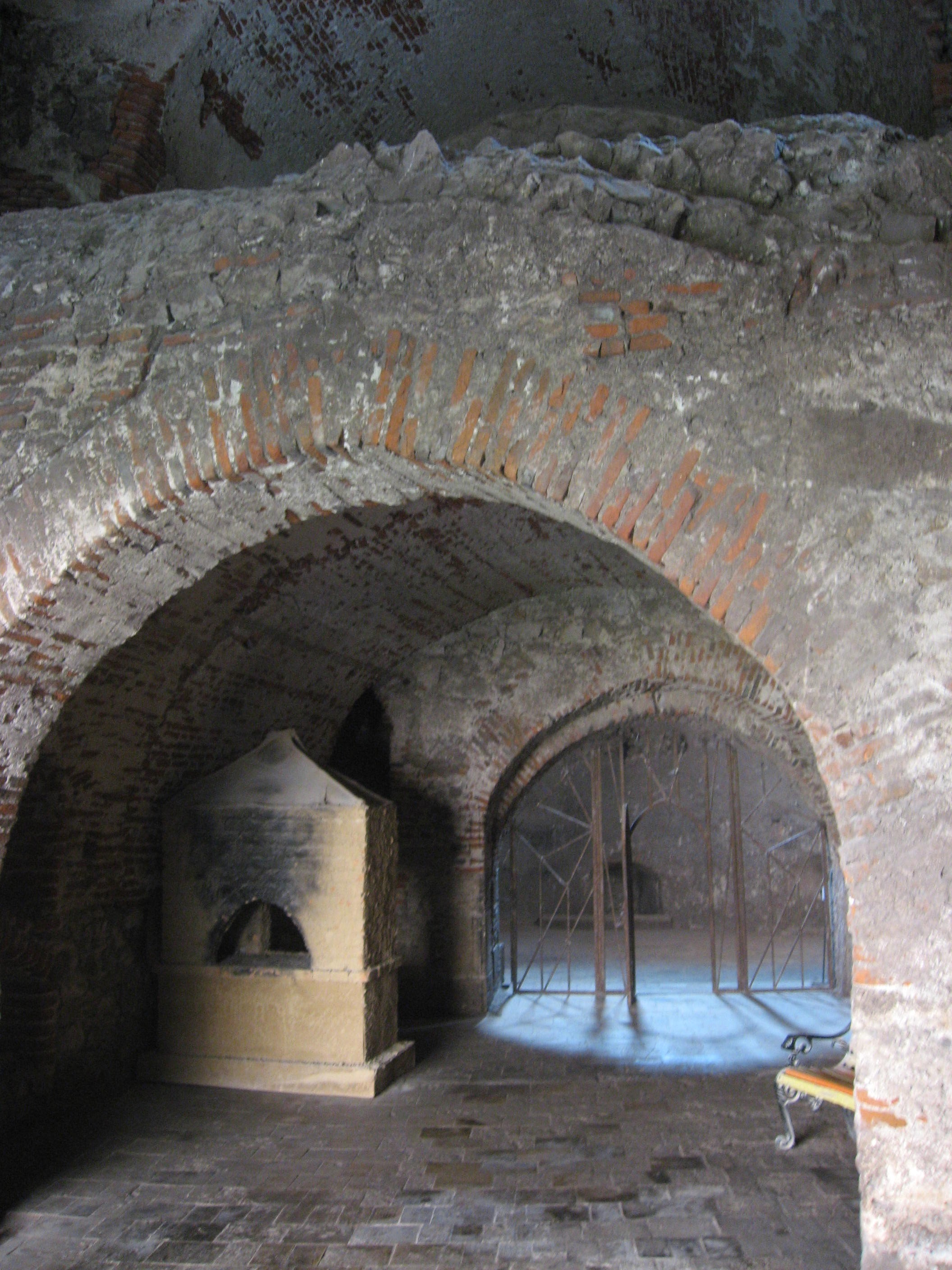
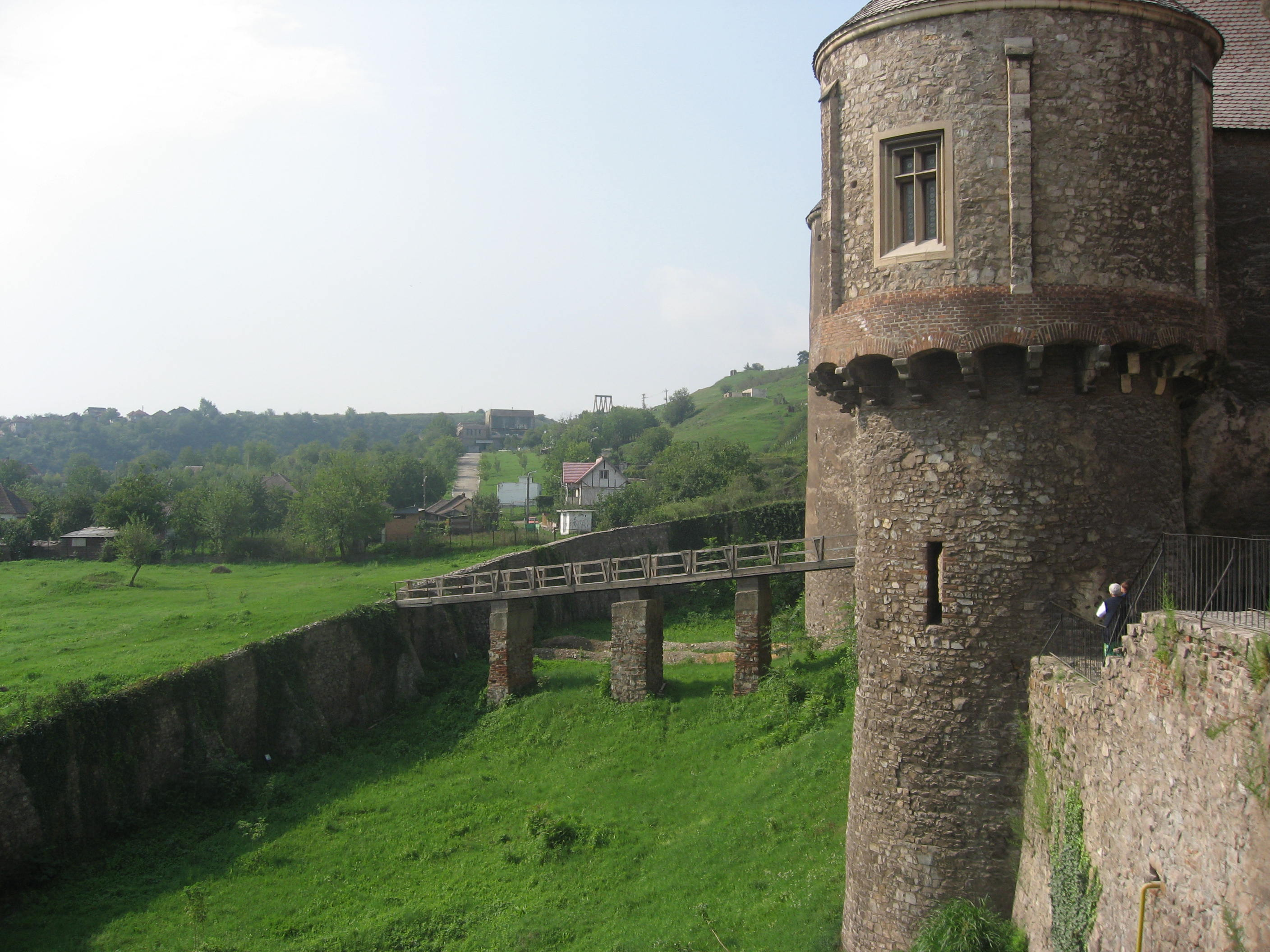
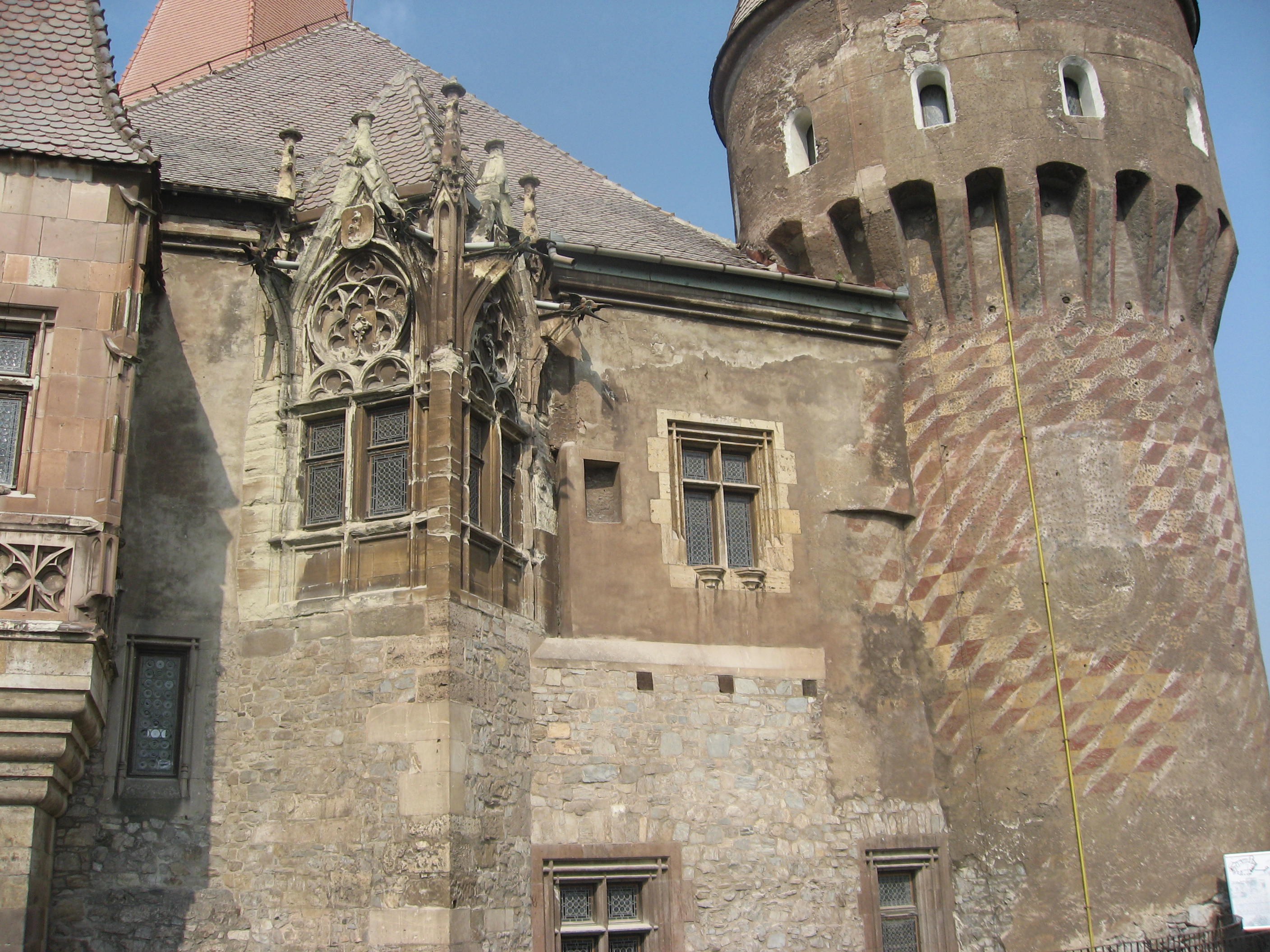
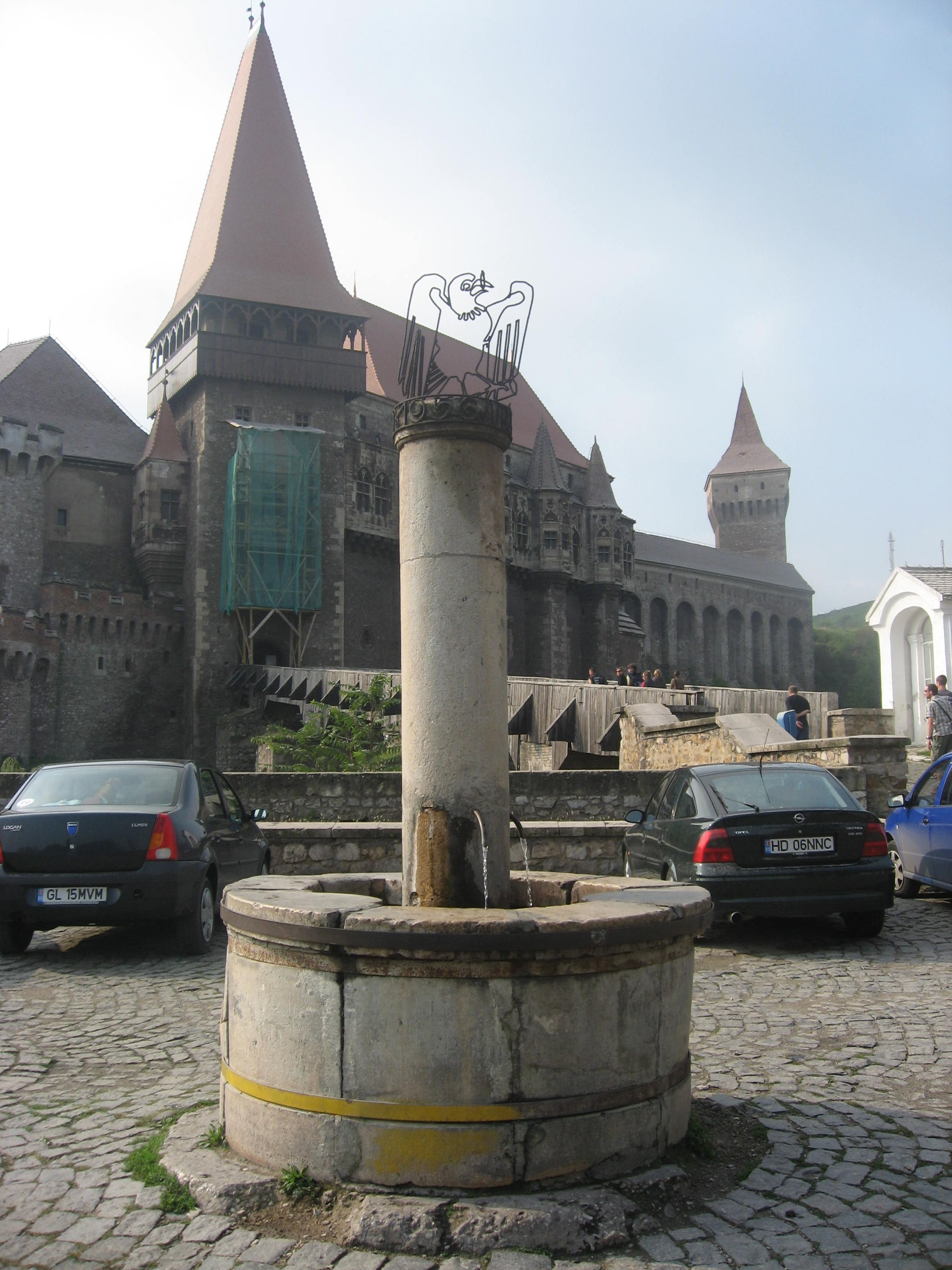
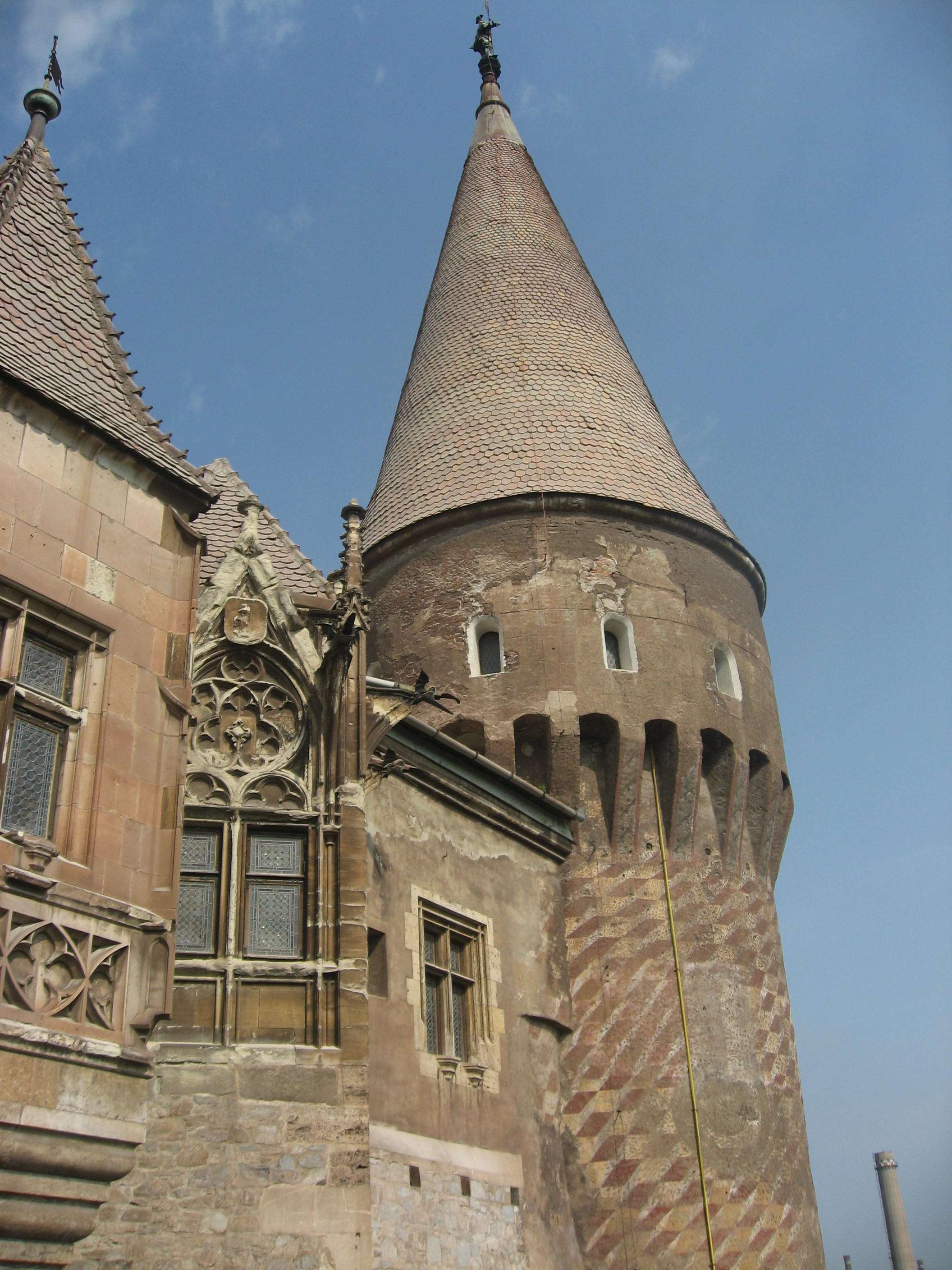
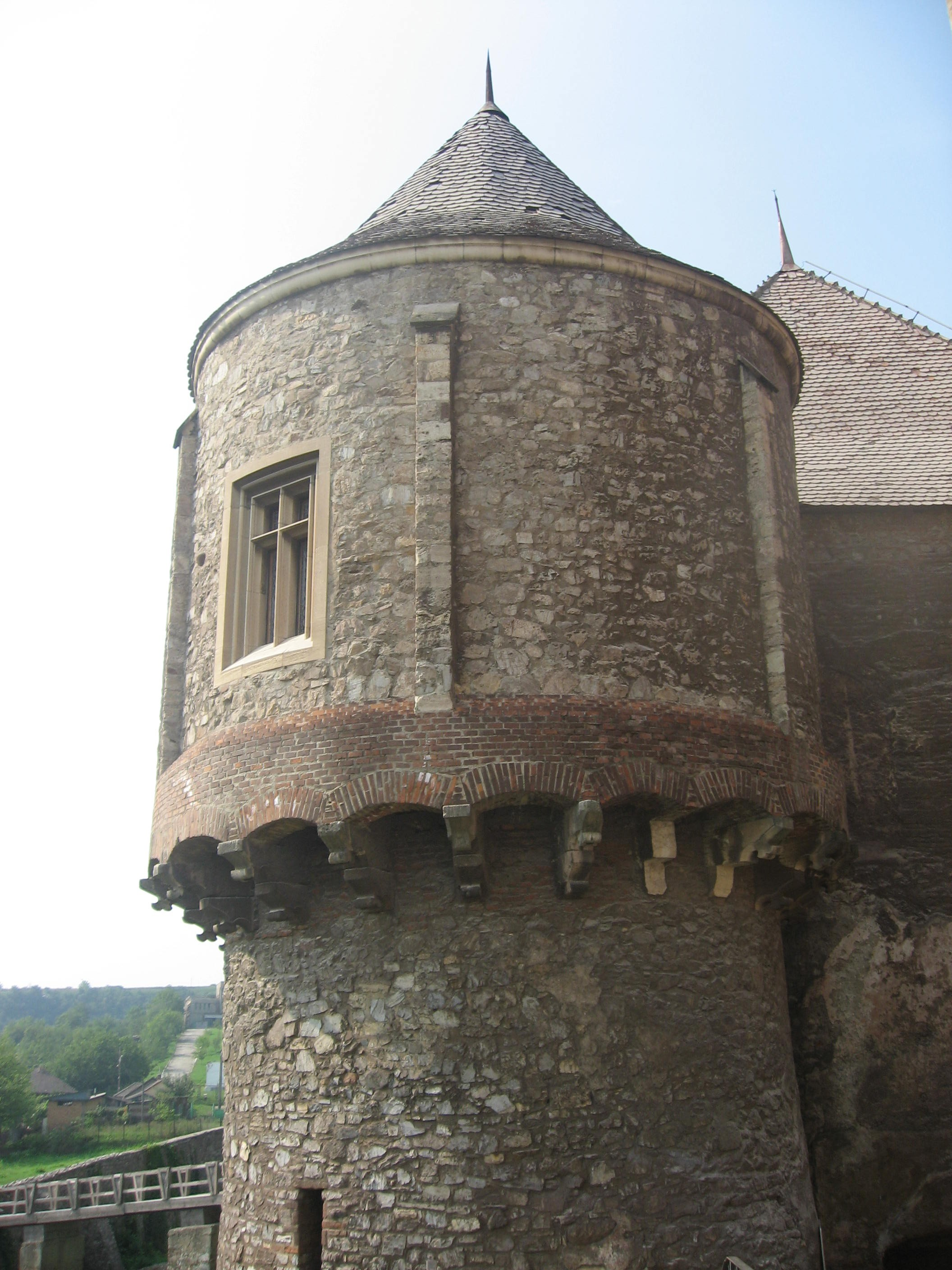
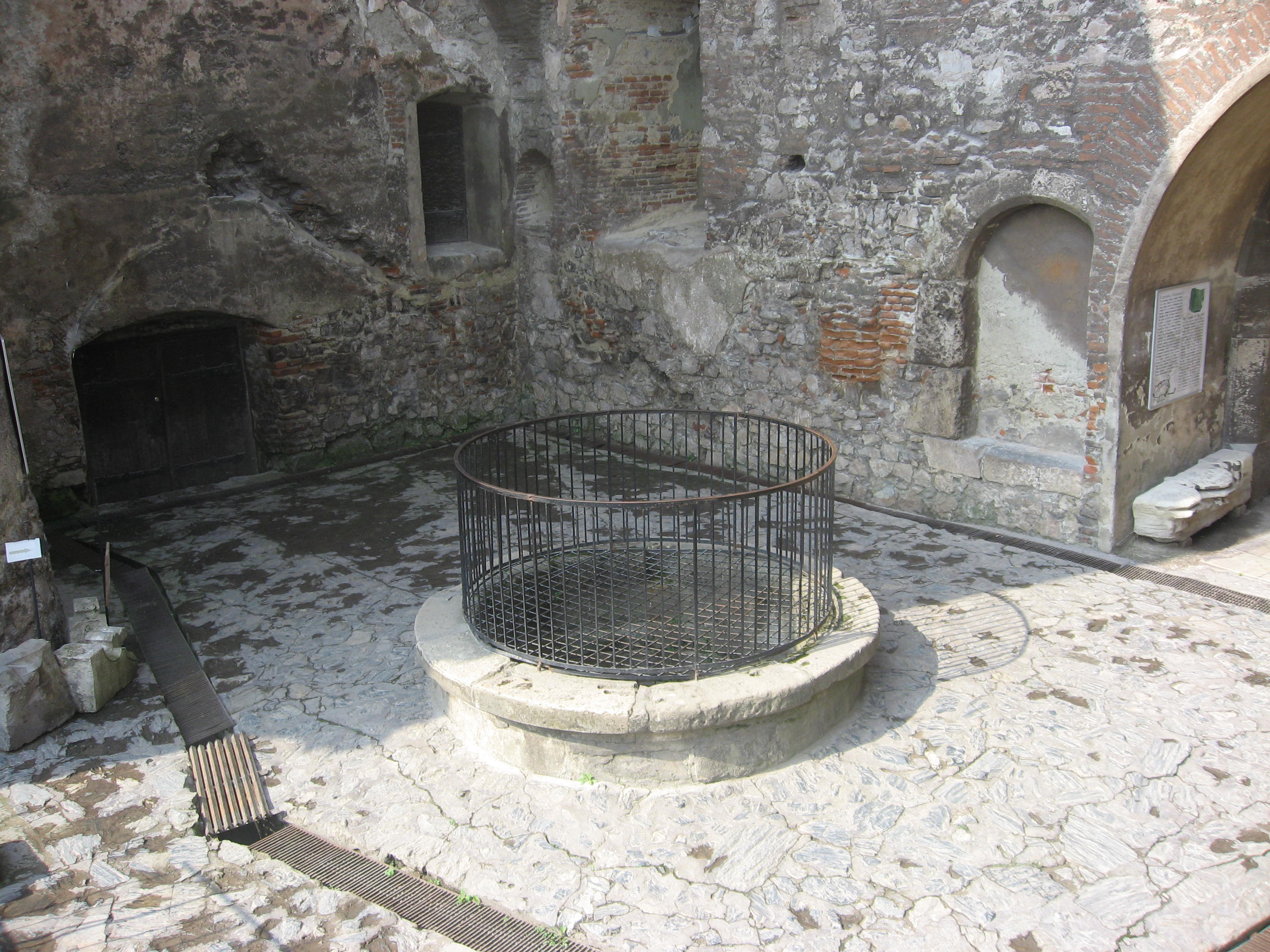
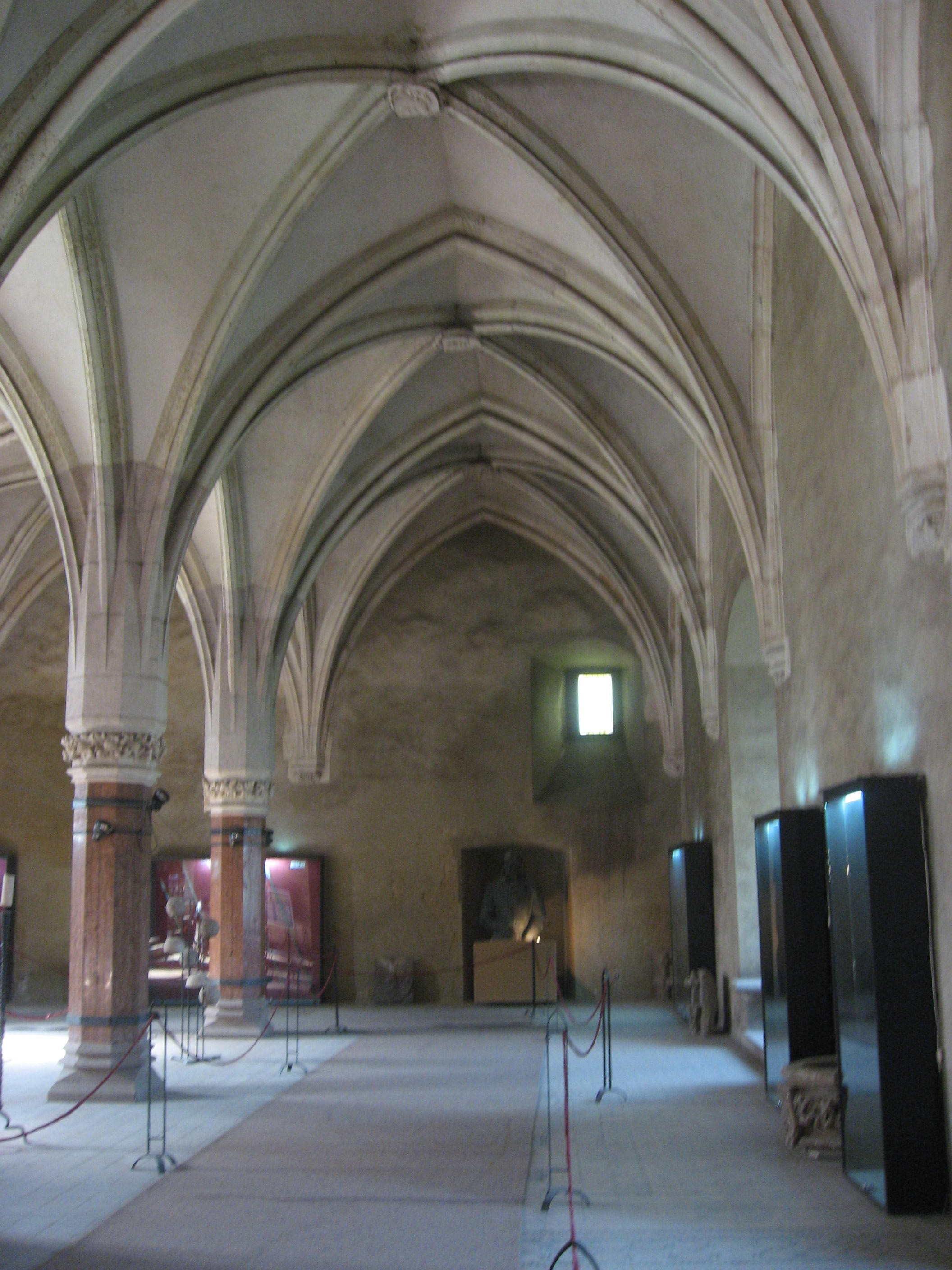
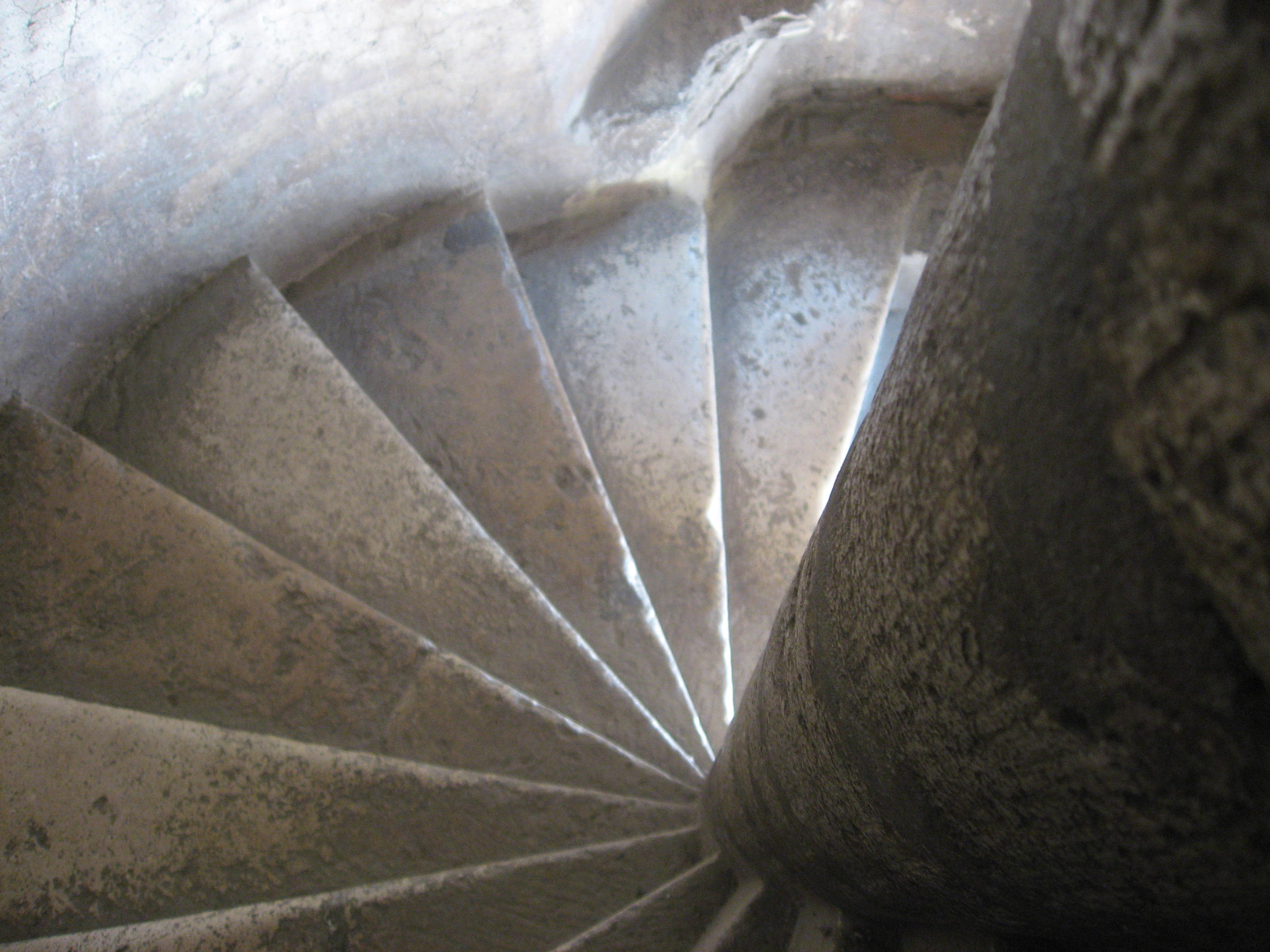
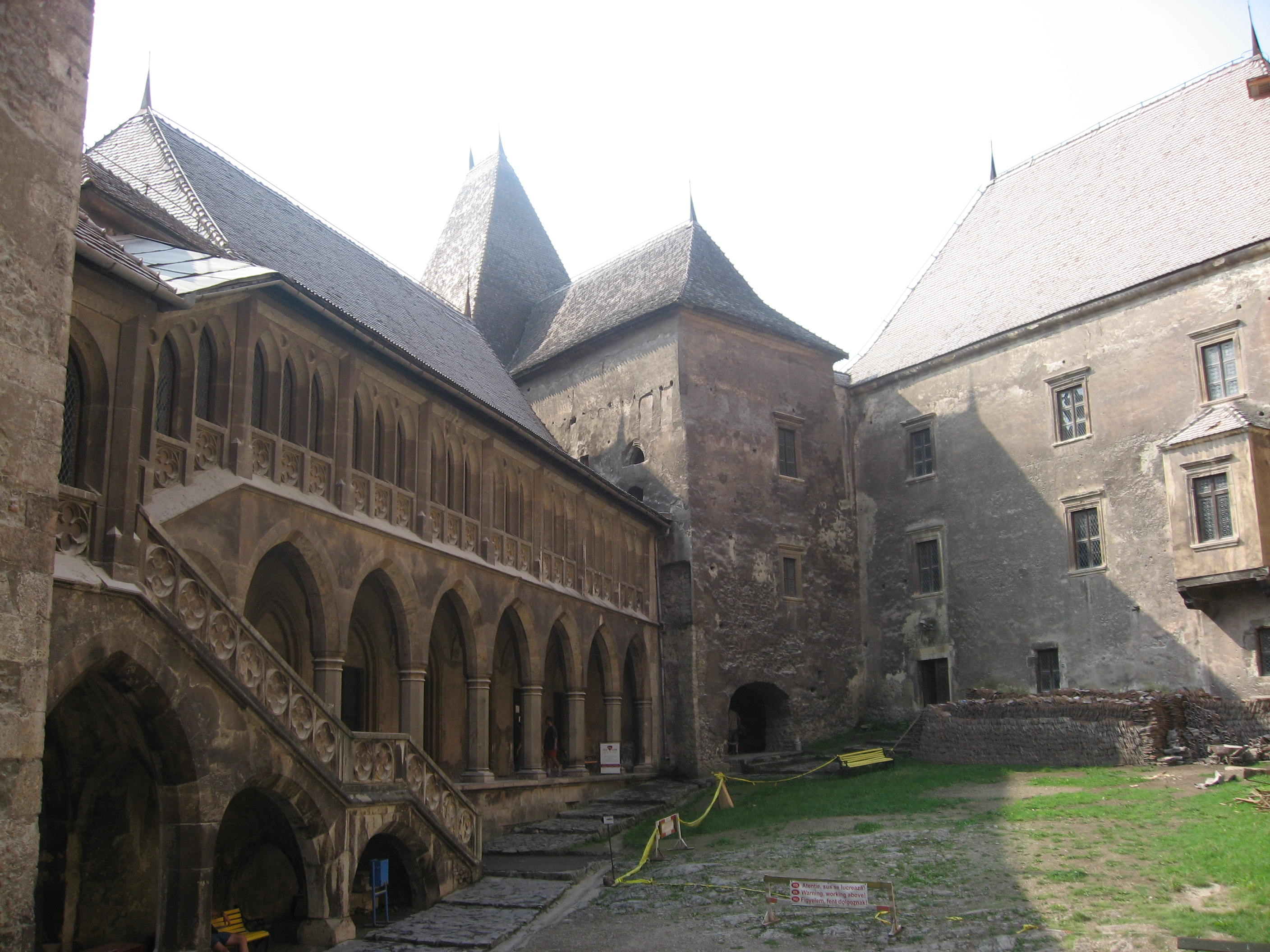
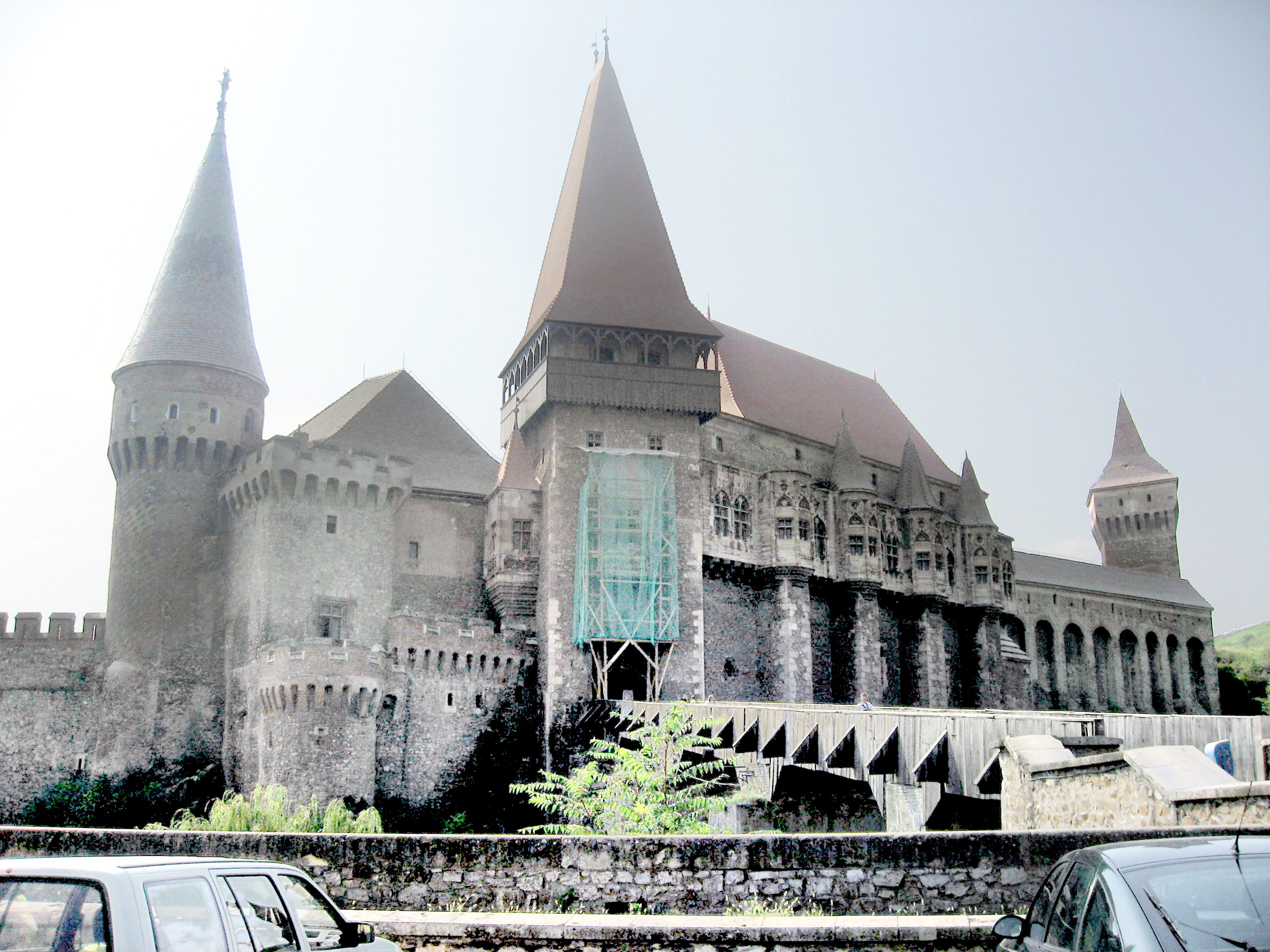
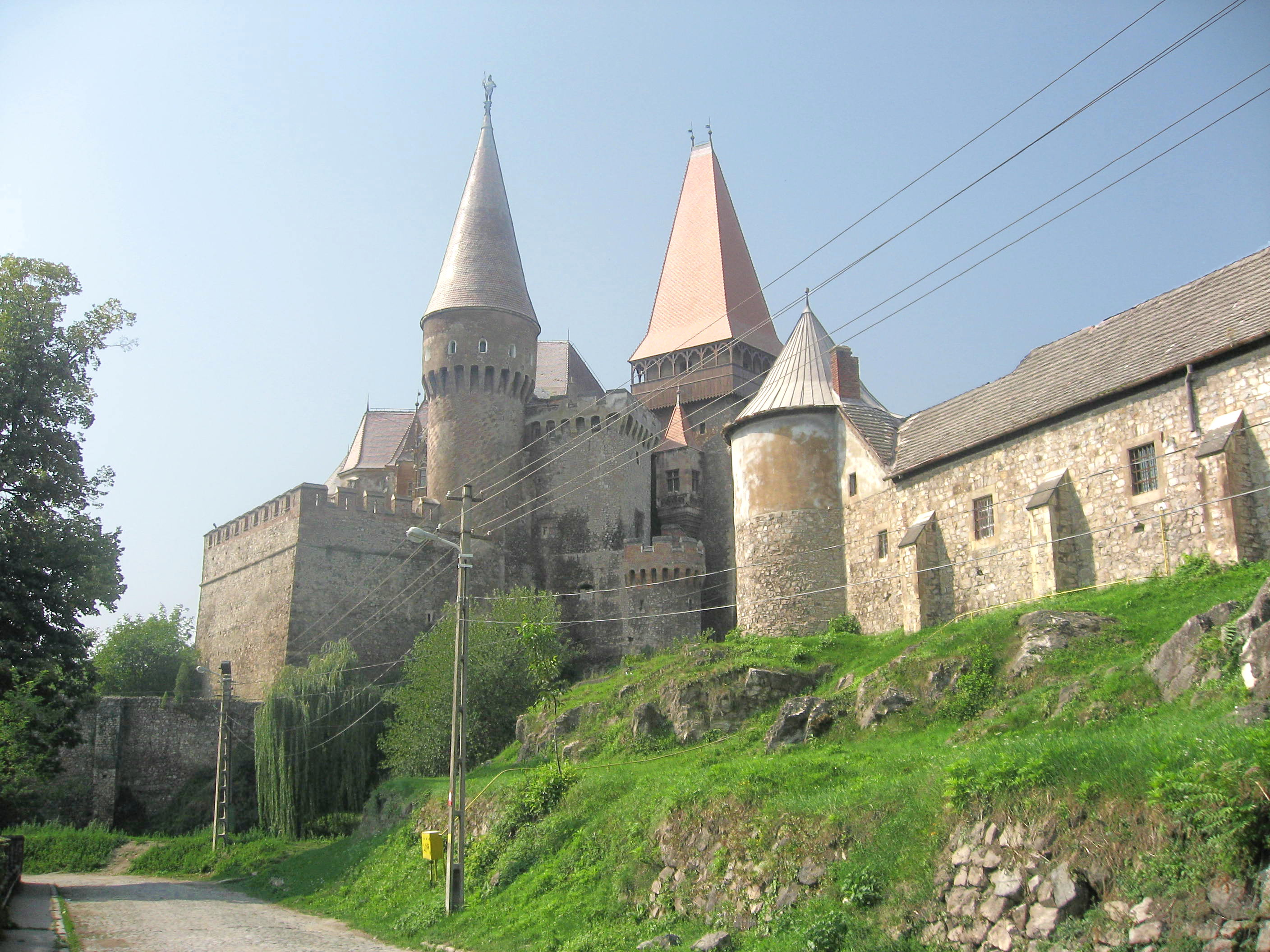

## وصلات خارجية
- الموقع الرسمي